# Босна (река)
 Тази статия е за река Босна.  За Босна вижте Босна (област).  
Босна (на босненски: Bosna) е третата по големина река в Босна и Херцеговина, десен приток на Сава. Дължина 271 km, площ на водосборния басейн 10 457 km².
Смята се, че от римското име на реката Bosona следва етимологията и на името на областта Босна. Реката се споменава за първи път от древноримския историк Гай Велей Патеркул като Bathinus. Другият основен източник, който е свързан с хидронима Bathinus, е надписът от Салона на римския политик и генерал Публий Корнелий Долабела, в който е записано, че реката разделя владенията на две от илирийските племена.
Река Босна води началото си от източния склон на масива Трескавица (част от Динарските планини), на 1625 m н.в., на 10 km югозападно от село Търново, в цюгоизточната част на Босна и Херцеговина. По цялото си протежение тече в северна посока, като прави леко изпъкнала на запад дъга. С изключение на най-долния си участък течението на реката има типичен планински характер, съпроводено с множество прагове и бързеи, няколко малки водопада, дълбока долина, на места с тесни каньони и дефилета, а на други места с долинни разширения и междупланински котловини. След град Добой долината ѝ се разширява, а склоновете ѝ – полегати. При град Модрича реката излиза от планините и навлиза в крайната южна част на Среднодунавската низина. Тук долината ѝ значително се разширява, скоростта на течението ѝ намалява и се появяват множество меандри. Влива се отдясно в река Сава (десен приток на Дунав), на 79 m н.в., при град Босански Шамац.
Водосборният басейн на Босна обхваща площ от 10 457 km² (10,7% от водосборния басейн на Сава), като целият се намира на босненска територия. На изток водосборния басейн на Босна граничи с водосборните басейни на реките Толиса, Тиня, Луковац и Дрина (десни притоци на Сава, на юг – с водосборния басейн на река Неретва (от басейна на Адриатическо море), а на запад – с водосборните басейни на реките Върбас, Укрина и други по-малки десни притоци на Сава).
Основните притоци:
- леви – Лашва (57 km, 958 km²), Фионичка река (48 km, 727 km²), Усора (76 km, 849 km²);
- десни – Миляцка (36 km, на нея е разположен град Сараево), Кривая (74 km, 1495 km²), Стреча (139 km, 1948 km²)[1].

Босна има предимно дъждовно подхранване с ясно изразено пролетно пълноводие и лятно (от юли до септември) маловодие. Среден годишен отток в долното течение 142 m³/sec.
Водите на Босна основно се използват за промишлено и битово водоснабдяване, а в долното течение частично и за напояване.
По долината на реката са разположени множество селища, населението на които наброява близо 1 млн. души: Илияш, Високо, Зеница, Какан, Жепче, Завидовичи, Маглай, Добой, Модрича, Босненски Шамац.